# Grammy Award para Melhor Performance de Rap Melódico
Best Rap/Sung Performance (Best Rap/Sung Collaboration até 2017) é uma das categorias do Grammy Award, uma cerimônia estabelecida em 1958 e originalmente denominada como Gramophone Awards. Esta categoria é concedida para os artistas com canções de qualidade no gênero musical Rap e/ou cantado. As várias categorias são apresentadas anualmente pela National Academy of Recording Arts and Sciences dos Estados Unidos em "honra da realização artística, proficiência técnica e excelência global na indústria da música gravada, sem levar em conta as vendas ou posições nas tabelas musicais".
De acordo com o guia de descrição da categoria para o Grammy Award de 2010, o prêmio é concedido para artistas de uma performance recém-gravada de Rap/"tema cantado". 
Eve e Gwen Stefani ganharam o prêmio com "Let Me Blow Ya Mind" em sua primeira edição em 2002. As duas artistas também foram nomeadas pela segunda vez em 2006 com "Rich Girl", mas não repetiram o feito. O rapper americano Jay-Z venceu sete vezes nesta categoria. Kanye West venceu o prêmio quatro vezes e foi nomeado para a honra por dez outras obras. Rihanna é a artista feminina com mais vitórias na categoria, com cinco. Houve mais artistas norte-americanos vencedores do prêmio que artistas de qualquer outra nacionalidade, embora tenha sido ganho também por uma cantora de Barbados (Rihanna) cinco vezes e uma cantora do Reino Unido (Estelle). T-Pain recebeu o maior número de indicações na categoria, mas não conseguiu qualquer prêmio.
A categoria passou a ter o título de Best Rap/Sung Performance em 2017 com o objetivo de expandir a categoria para além de colaborações entre rappers e cantores para artistas solo que transitam entre o rap e o canto. Dessa forma, a categoria agora premia "performances solo e colaborativas contendo elementos de R&B e rap na melodia e na música".

## Vencedores

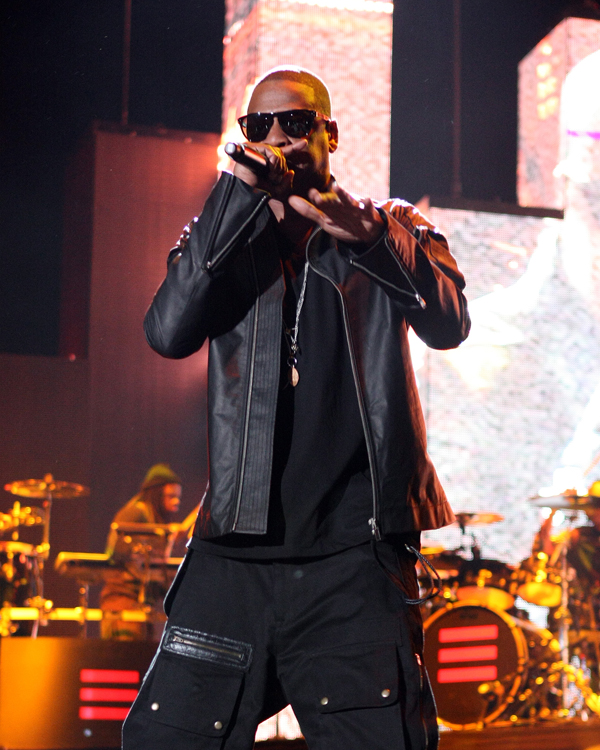
Jay-Z é o artista mais frequente na categoria, totalizando 7 vitórias e 11 indicações. A primeira delas em 2004 por "Crazy in Love".

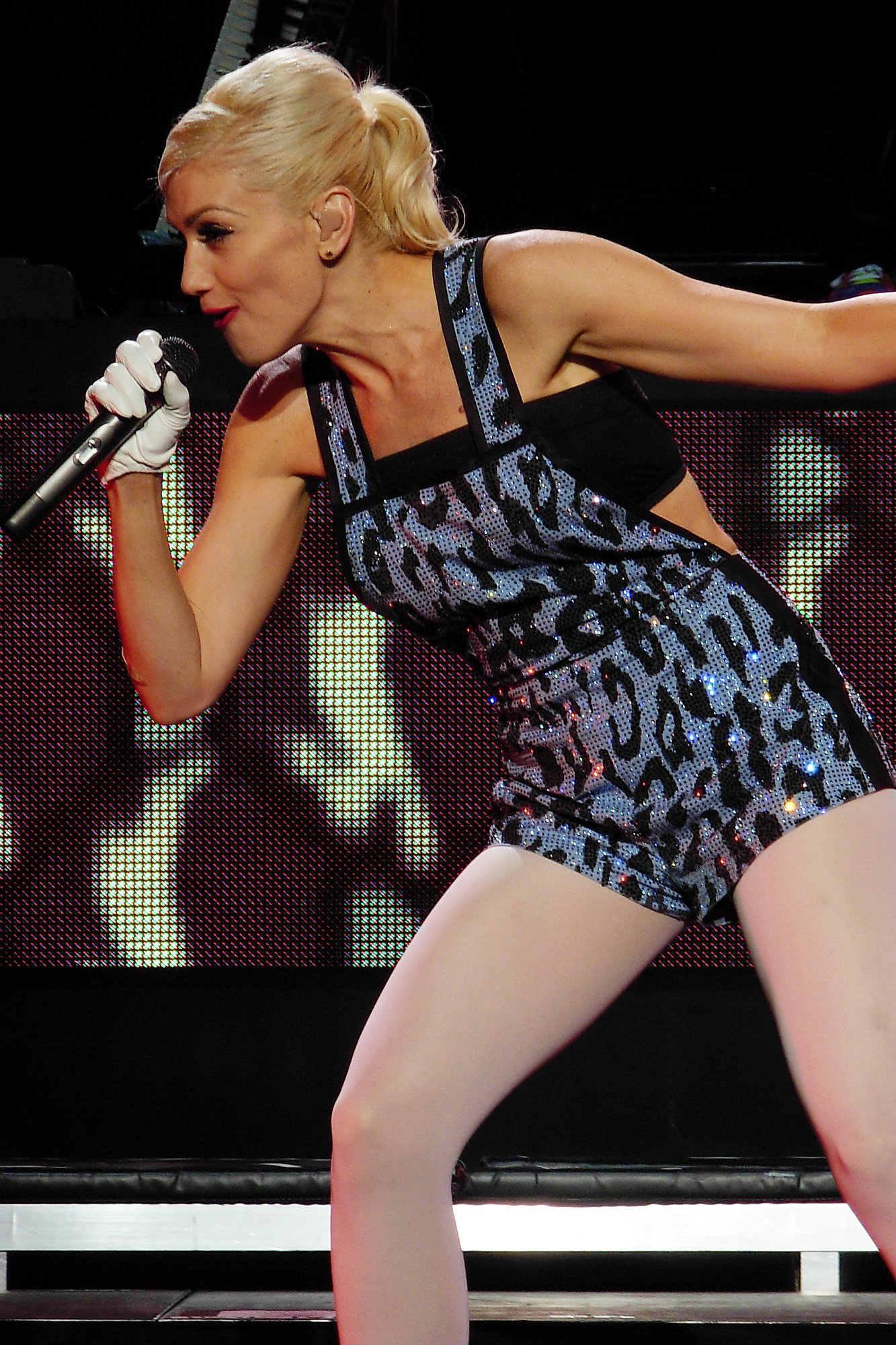
Gwen Stefani foi a primeira vencedora da categoria em 2002 e indicada em 2006, ambas as vezes por parcerias com Eve.

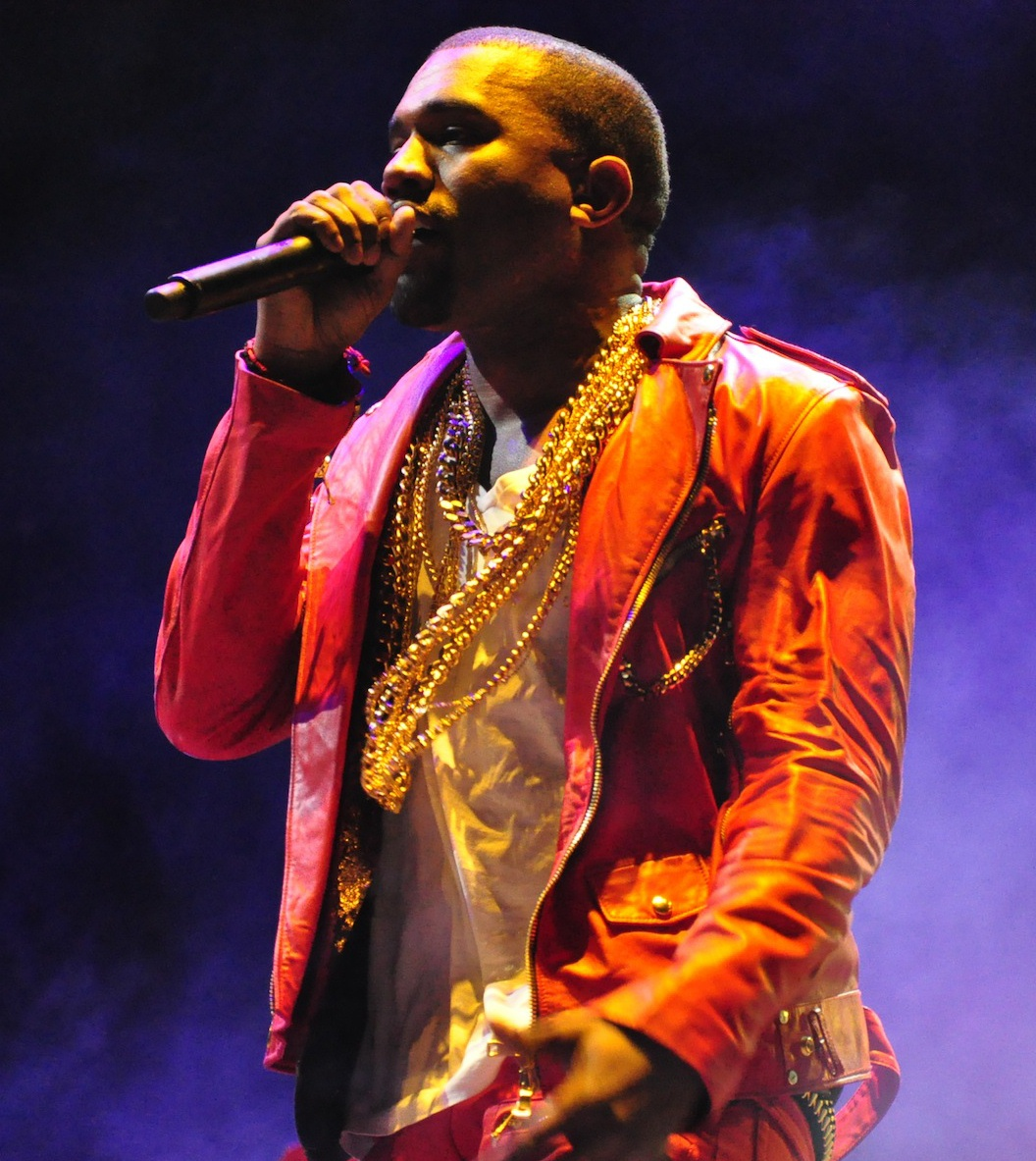
Kanye West possui 5 vitórias e 15 indicações na categoria, sendo a mais recente dividida com The Weeknd em 2022 por "Hurricane".

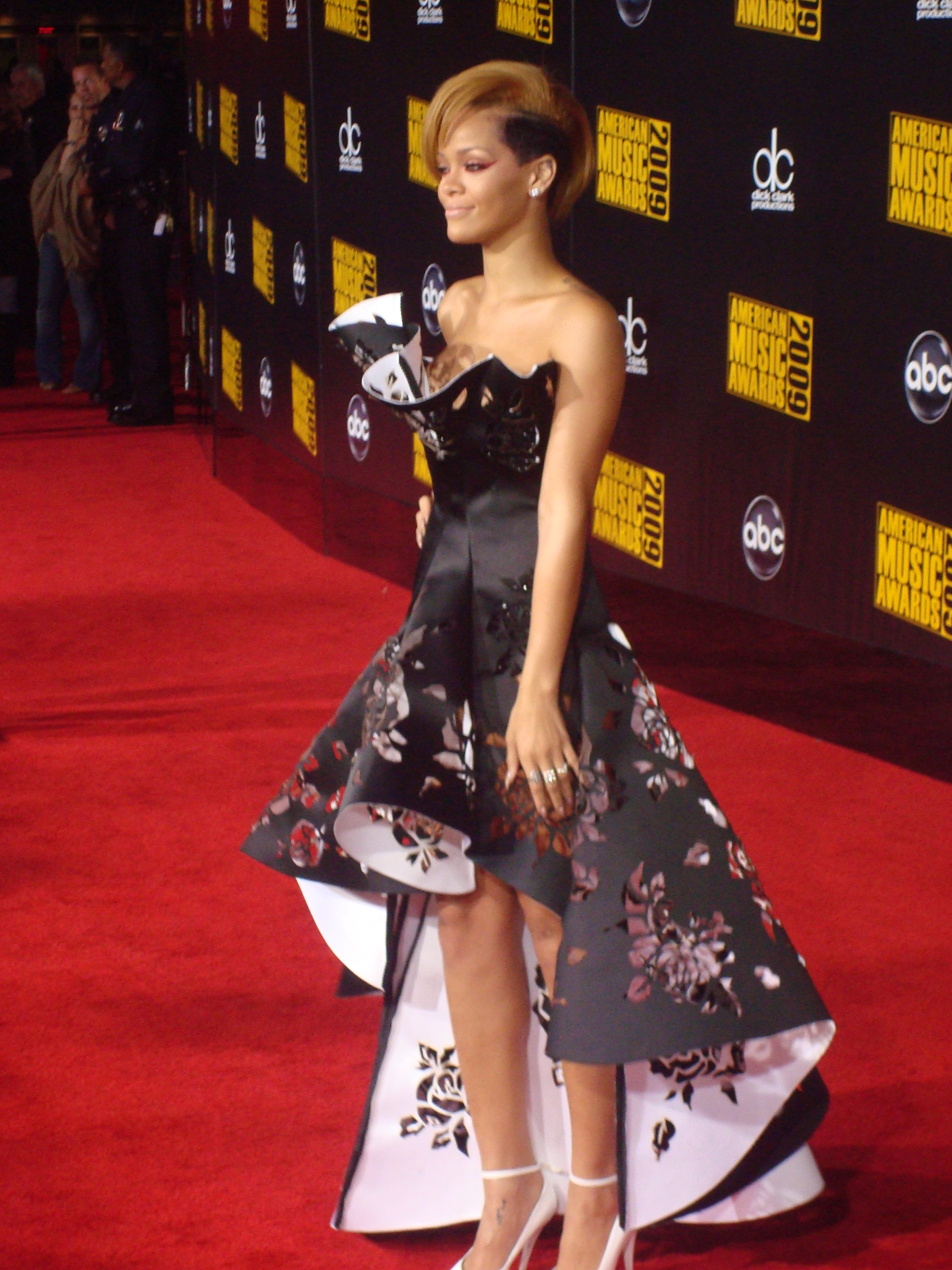
Por oito anos não-consecutivos, Rihanna foi indicada, sendo vencedora em quatro.

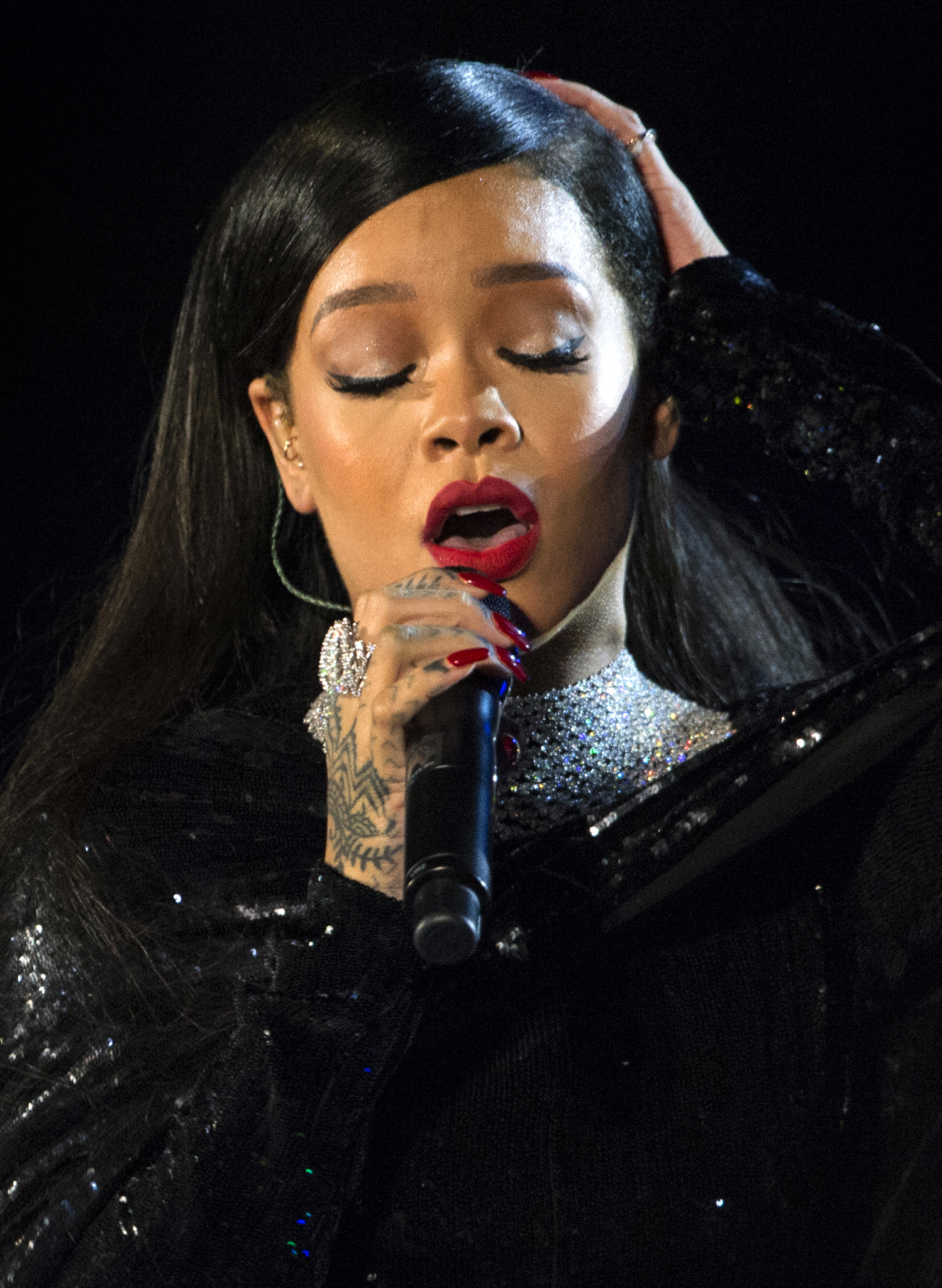
Rihanna possui 9 indicações e 5 vitórias na categoria, sendo a mais recente em 2018 por "Loyalty" juntamente com Kendrick Lamar.

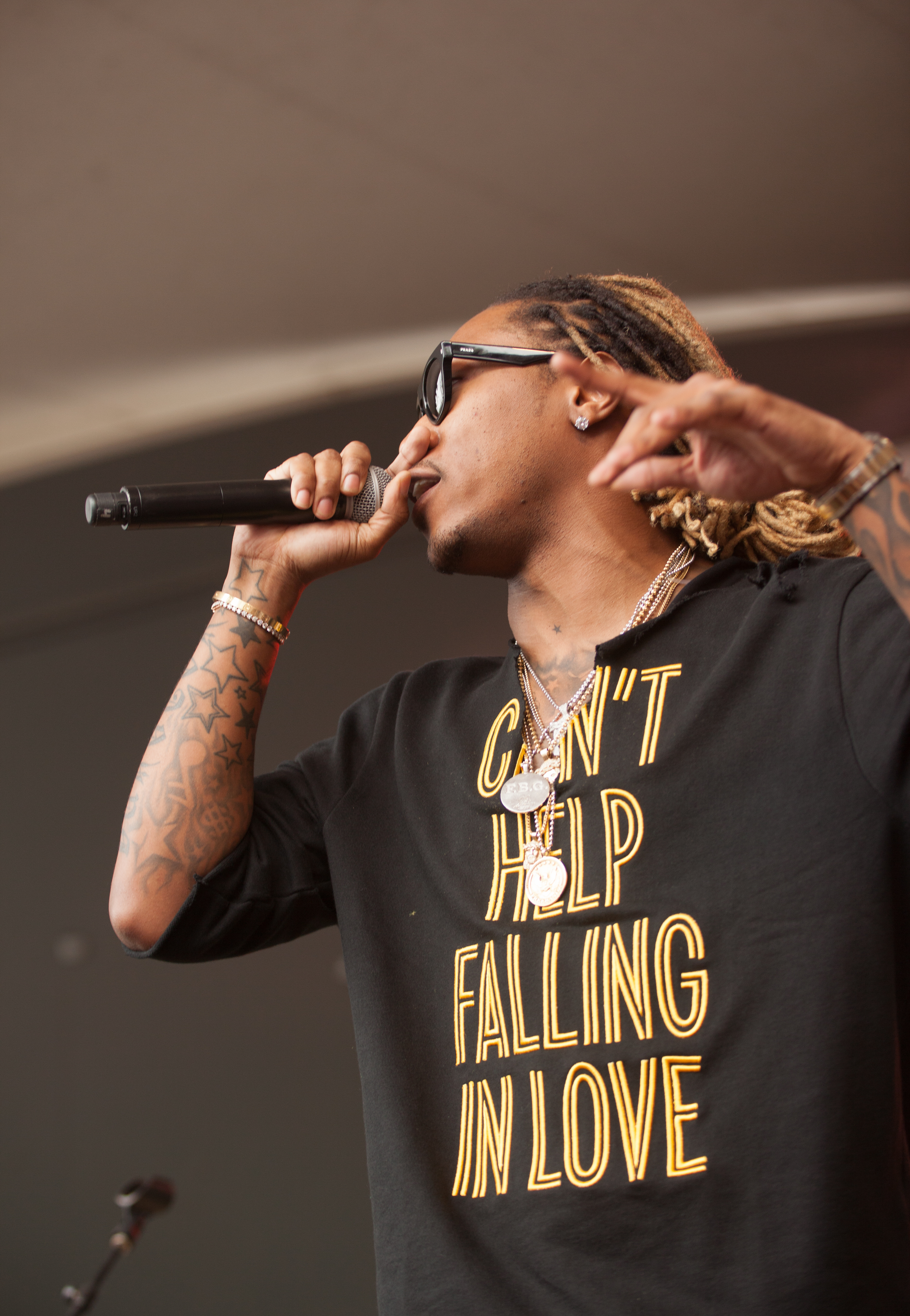
Em 2023, Future dividiu o prêmio com Drake e Tems por "Wait for U".

| Ano  | Artista(s)                                    | Obra                    | Indicado(s) | Ref.   |
| ---- | --------------------------------------------- | ----------------------- | --- | ------ |
| 2002 | Eve e Gwen Stefani                            | "Let Me Blow Ya Mind"   | - Mystic e Planet Asia – "W" | [ 4 ]  |
| 2003 | Nelly e Kelly Rowland                         | "Dilemma"               | - Justin Timberlake e Clipse – "Like I Love You" | [ 5 ]  |
| 2004 | Beyoncé e Jay-Z                               | "Crazy in Love"         | - Pharrell e Jay-Z – "Frontin'" | [ 6 ]  |
| 2005 | Usher, Ludacris e Lil Jon                     | "Yeah!"                 | - Twista, Jamie Foxx e Kanye West – "Slow Jamz" | [ 7 ]  |
| 2006 | Jay-Z e Linkin Park                           | "Numb/Encore"           | - Ciara e Missy Elliott – "1, 2 Step" | [ 8 ]  |
| 2007 | Justin Timberlake e T.I.                      | "My Love"               | - Jamie Foxx e Ludacris – "Unpredictable" | [ 9 ]  |
| 2008 | Rihanna e Jay-Z                               | "Umbrella"              | - Kanye West e T-Pain – "Good Life" | [ 10 ] |
| 2009 | Estelle e Kanye West                          | "American Boy"          | - Lupe Fiasco e Matthew Santos – "Superstar" | [ 11 ] |
| 2010 | Jay-Z, Rihanna e Kanye West                   | "Run This Town"         | - T.I. e Justin Timberlake – "Dead and Gone" | [ 12 ] |
| 2011 | Jay-Z e Alicia Keys                           | "Empire State of Mind"  | - B.o.B e Bruno Mars – "Nothin' on You" - Chris Brown e Tyga e Kevin McCall – "Deuces" - Eminem e Rihanna – "Love The Way You Lie" - John Legend, The Roots, Melanie Fiona e Common – "Wake Up Everybody"                      | [ 13 ] |
| 2012 | Kanye West, Rihanna, Kid Cudi e Fergie        | "All of the Lights"     | - Beyoncé e André 3000 - "Party" - DJ Khaled, Drake, Rick Ross e Lil Wayne - "I'm On One" - Dr. Dre, Eminem e Skylar Grey - "I Need a Doctor" - Rihanna e Drake - "What's My Name?" - Kelly Rowland e Lil Wayne - "Motivation" | [ 14 ] |
| 2013 | Jay-Z, Kanye West, Frank Ocean e The-Dream    | "No Church in the Wild" | - Flo Rida e Sia - "Wild Ones" - John Legend e Ludacris - "Tonight (Best You Ever Had)" - Nas e Amy Winehouse - "Cherry Wine" - Rihanna e Jay-Z - "Talk That Talk"                                                             | [ 15 ] |
| 2014 | Jay-Z e Justin Timberlake                     | "Holy Grail"            | - J. Cole e Miguel - "Power Trip" - Jay-Z e Beyoncé - "Part II (On the Run)" - Kendrick Lamar e Mary J. Blige - "Now or Never" - Wiz Khalifa e The Weeknd - "Remember You"                                                     | [ 16 ] |
| 2015 | Eminem e Rihanna                              | "The Monster"           | - Common e Jhené Aiko - "Blak Majik" - ILoveMakonnen e Drake - "Tuesday" - Schoolboy Q e BJ The Chicago Kid - "Studio" - Kanye West e Charlie Wilson - "Bound 2"                                                               | [ 17 ] |
| 2016 | Kendrick Lamar, Bilal, Anna Wise e Thundercat | "These Walls"           | - Big Sean, Kanye West e John Legend - "One Man Can Change the World" - Common e John Legend - "Glory" - Jidenna e Ronan GianArthur - "Classic Man" - Nicki Minaj, Drake, Lil Wayne e Chris Brown - "Only"                     | [ 18 ] |
| 2017 | Drake                                         | "Hotline Bling"         | - Beyoncé e Kendrick Lamar - "Freedom" - D.R.A.M. e Lil Yachty - "Broccoli" - Kanye West, Chance The Rapper, Kelly Prince, Kirk Franklin e The-Dream - "Ultralight Beam" - Kanye West e Rihanna - "Famous"                     | [ 19 ] |
| 2018 | Kendrick Lamar e Rihanna                      | "Loyalty"               | - 6LACK - "Prblms" - GoldLink, Brent Faiyaz e Shy Glizzy – "Crew" - Jay-Z e Beyoncé – "Family Feud" - SZA e Travis Scott – "Love Galore"                                                                                       | [ 20 ] |
| 2019 | Childish Gambino                              | "This Is America"       | - Christina Aguilera e GoldLink – "Like I Do" - 6LACK e J. Cole – "Pretty Little Fears" - Kendrick Lamar e SZA – "All the Stars" - Post Malone e 21 Savage – "Rockstar"                                                        |        |
| 2020 | DJ Khaled, Nipsey Hussle e John Legend        | "Higher"                | - Lil Baby and Gunna – "Drip Too Hard" - Lil Nas X – "Panini" - Mustard e Roddy Ricch – "Ballin'" - Young Thug, J. Cole e Travis Scott – "The London"                                                                          |        |
| 2021 | Anderson .Paak                                | "Lockdown"              | - DaBaby e Roddy Ricch – "ROCKSTAR" - Drake e Lil Durk – "Laugh Now Cry Later" - Roddy Ricch – "The Box" - Travis Scott – "Highest in the Room"                                                                                |        |
| 2022 | Kanye West, The Weeknd e Lil Baby             | "Hurricane"             | - J. Cole e Lil Baby – "Pride Is the Devil" - Doja Cat – "Need to Know" - Lil Nas X e Jack Harlow – "Industry Baby" - Tyler, the Creator, Youngboy Never Broke Again e Ty Dolla $ign – "WusYaName"                             |        |
| 2023 | Future, Drake e Tems                          | "Wait for U"            | - DJ Khaled, Future e SZA – "Beautiful" - Jack Harlow – "First Class" - Kendrick Lamar, Blxst e Amanda Reifer – "Die Hard" - Latto – "Big Energy (Live)"                                                                       | [ 21 ] |
| 2024 | Lil Durk e J. Cole                            | "All My Life"           | - Burna Boy e 21 Savage – "Sittin' on Top of the World" - Doja Cat – "Attention" - Drake e 21 Savage – "Spin Bout U" - SZA – "Low"                                                                                             | [ 22 ] |